# Неле Нойхаус
Неле Нойхаус (на немски: Nele Neuhaus) е германска писателка, авторка на бестселъри в жанровете трилър, криминален роман и юношеска литература.

## Биография и творчество
Корнелия „Неле“ Ловенберг Нойхаус е родена на 20 юни 1967 г. в Мюнстер, Северен Рейн-Вестфалия, ФРГ. Втора от обща четири деца. Израства в Падерборн, а на 11 години се премества със семейството си в Таунус. От училищна възраст обича да пише. След гимназията учи право, история и немска филология, но прекъсва следването си след няколко семестъра и работи в рекламна агенция във Франкфурт.
През 1995 г. се омъжва за бизнесмена Харалд Нойхаус. Развеждат се през 2011 г.
Първият ѝ трилър „Unter Haien“ (Плуване с акули) е публикуван самостоятелно през 2005 г. и представя историята на немска инвестиционна банка в Ню Йорк. Той получава добри оценки и това я насърчава да продължи да пише.
През 2006 г. е издаден първият ѝ криминален роман „Убийството на мистериозната жена“ от емблематичната ѝ поредица „Оливър фон Боденщайн и Пиа Кирххоф“. Главните герои са комисарят Оливър фон Боденщайн и неговата партньорка Пиа Кирххоф, които разследват най-заплетените случаи на убийства и тежки престъпления. Книгите бързо стават бестселъри и я правят известна. През 2013 г. започва екранизирането на поредицата от ZDF в телевизионни филми с участието на Тим Бергман и Фелиситас Уол.
Произведенията на писателката са издадени в над 25 страни и в над 6 милиона екземпляра по света.
Неле Нойхаус основава фондация, носеща името ѝ (Nele Neuhaus Stiftung), която работи основно за стимулиране на четенето при подрастващите. За нея тя отделя голяма част от собствените си приходи.
Неле Нойхаус живее в Таунус.

## Произведения

### Самостоятелни романи
- Unter Haien (2005)
- Sommer der Wahrheit (2014)
- Straße nach Nirgendwo (2015)

### Серия „Оливър фон Боденщайн и Пиа Кирххоф“ (Pia Kirchhoff and Oliver von Bodenstein)
1. Eine unbeliebte Frau (2006)
Убийството на мистериозната жена, изд.: ИК „Ентусиаст“, София (2014), прев. Людмила Костова
2. Mordsfreunde (2007)
Приятели до смърт, изд.: ИК „Ентусиаст“, София (2016), прев. Людмила Костова
3. Tiefe Wunden (2009)
4. Schneewittchen muss sterben (2010)
5. Wer Wind sät (2011)
6. Böser Wolf (2012)
7. Die Lebenden und die Toten (2014)

### Юношеска литература
- Das Pferd aus Frankreich (2007)

#### Серия „Елена – един живот за коне“ (Elena – ein Leben für Pferde)
1. Gegen alle Hindernisse (2011)
2. Sommer der Entscheidung (2011)
3. Schatten über dem Turnier (2013)
4. Elena, Das Geheimnis der Oaktree-Farm (2014)

#### Серия „Шарлот Траумпферд“ (Charlottes Traumpferd)
1. Charlottes Traumpferd (2012)
2. Gefahr auf dem Reiterhof (2012)
3. Ein unerwarteter Besucher (2014)

### Екранизации
- 2013 Schneewittchen muss sterben – ТВ филм, по романа
- 2013 Eine unbeliebte Frau – ТВ филм, по романа
- 2014 Mordsfreunde – ТВ филм, по романа
- 2015 Tiefe Wunden – ТВ филм, по романа